# Les chiens de Deng Xiaoping
 (mai 2023).
 (mai 2023).
La mise en forme du texte ne suit pas les recommandations de Wikipédia : il faut le « wikifier ».
Les points d'amélioration suivants sont les cas les plus fréquents. Le détail des points à revoir est peut-être précisé sur la page de discussion.
- Les titres sont pré-formatés par le logiciel. Ils ne sont ni en capitales, ni en gras.
- Le texte ne doit pas être écrit en capitales (les noms de famille non plus), ni en gras, ni en italique, ni en « petit »…
- Le gras n'est utilisé que pour surligner le titre de l'article dans l'introduction, une seule fois.
- L'italique est rarement utilisé : mots en langue étrangère, titres d'œuvres, noms de bateaux, etc.
- Les citations ne sont pas en italique mais en corps de texte normal. Elles sont entourées par des guillemets français : « et ».
- Les listes à puces sont à éviter, des paragraphes rédigés étant largement préférés. Les tableaux sont à réserver à la présentation de données structurées (résultats, etc.).
- Les appels de note de bas de page (petits chiffres en exposant, introduits par l'outil «  Source ») sont à placer entre la fin de phrase et le point final[comme ça].
- Les liens internes (vers d'autres articles de Wikipédia) sont à choisir avec parcimonie. Créez des liens vers des articles approfondissant le sujet. Les termes génériques sans rapport avec le sujet sont à éviter, ainsi que les répétitions de liens vers un même terme.
- Les liens externes sont à placer uniquement dans une section « Liens externes », à la fin de l'article. Ces liens sont à choisir avec parcimonie suivant les règles définies. Si un lien sert de source à l'article, son insertion dans le texte est à faire par les notes de bas de page.
- La présentation des références doit suivre les conventions bibliographiques. Il est recommandé d'utiliser les modèles {{Ouvrage}}, {{Chapitre}}, {{Article}}, {{Lien web}} et/ou {{Bibliographie}}. Le mode d'édition visuel peut mettre en forme automatiquement les références.
- Insérer une infobox (cadre d'informations à droite) n'est pas obligatoire pour parachever la mise en page.

Pour une aide détaillée, merci de consulter Aide:Wikification.
Si vous pensez que ces points ont été résolus, vous pouvez retirer ce bandeau et améliorer la mise en forme d'un autre article.
Les chiens de Deng Xiaoping (espagnol : Los perros de Deng Xiaoping) est un terme utilisé par l'historiographie péruvienne moderne pour désigner un cas de maltraitance animale perpétré à Lima par le Sentier lumineux, un groupe terroriste communiste, en réponse à la réforme économique d'ouverture du dirigeant chinois Deng Xiaoping, se distanciant des pensées de Mao Zedong, fondateur de la République populaire de Chine.
Le matin du 26 décembre 1980, plusieurs chiens errants ont été découverts par des habitants, accrochés sur des lampadaires situés dans des avenues importantes du centre-ville. Les chiens, pendus par le cou, avaient également des morceaux de papier attachés avec des phrases telles que « Deng Xiaoping fils de prostituée » (en plus vulgaire), les slogans originaux étaient en espagnol : Teng Siao Ping hijo de perra,.

## Contexte

### La relation du Sentier Lumineux avec le communisme chinois
Le fondateur du Sentier Lumineux, Abimael Guzmán, était un fervent partisan de Mao Zedong, il s'est même rendu deux fois dans la toute jeune République populaire de Chine. Guzmán lui-même considérait la doctrine de son mouvement, la Pensée Gonzalo, comme la quatrième ligne idéologique qui accompagnerait le Marxisme-léninisme-maoïsme.
Après la mort de Mao, la nouvelle administration de Deng Xiaoping a qualifié le résultat des politiques maoïstes d'échecs, bien que Deng se revendique communiste, il prit des positions opposées aux politiques classiques du pays, face à la grande famine chinoise et à la lutte pour le pouvoir. Abimael Guzman s'opposa au revirement de la Chine, accusant le réformateur chinois de traître à Mao, de « suiveur de la route capitaliste » et de « chien ».

### Préparations des rebelles pour Lima
Dans le même temps, le Sentier lumineux n'était toujours pas pris au sérieux par les autorités de Lima, bien que, selon le centre d'études et de promotion du développement (DESCO), à la fin de 1980, il ait déjà commis 219 attentats terroristes à travers le pays.

## Événements
Le premier chien a été vu à six heures du matin, le lendemain de Noël, à l'intersection des avenues Tacna et Nicolás de Piérola. Une pancarte avertissait qu'il y avait une bombe dans le cadavre de l'animal. Les membres de l'escouade d'urgence de la garde civile ont retiré l'animal mort et ont découvert qu'il n'y avait pas de bombe. Le chef d'escadron Armando Mellet a rapporté que l'animal avait été battu, étranglé et qu'on lui avait enfoncé un tube en plastique dans la bouche. Par la suite, sept autres appels ont été enregistrés où d'autres chiens pendus ont été retirés, un total d'un pour chaque lieu.
| Endroits où des chiens pendus ont été trouvés |
| --- |
| Intersection de l'avenue Tacna avec Nicolás de Piérola, près du bâtiment Tacna-Colmena. |
| Croisement du Moquegua jirón avec l'avenue Tacna, dans ce cadavre la première écriture avec le nom "Teng Siao Ping" a été trouvée. |
| Tacna Avenue, au n° 413 - sur ce cadavre a été retrouvée l'écriture "Teng Siao Ping fils de prostituée", devant le Sanctuaire et le Monastère de Las Nazarenas.                                                                                       |
| Avenue Emancipación avec jirón Camaná, devant le siège actuel du ministère de la Femme et des Populations vulnérables et près de la station Jirón de la Unión du Metropolitano. C'est le seul point pour lequel il n'y a pas de trace photographique. |
| Jirones Lampa et Cuzco. |
| Avenue Jiron Lampa et Nicolás de Piérola, devant la Plaza de la Democracia, près de la gare Colmena du Metropolitano. |
| Avenida Abancay avec Nicolás de Piérola, devant le bâtiment Javier Alzamora Valdez. |

Pour les autorités policières, les responsables étaient un groupe communiste non spécifié. Des années plus tard, le sentier lumineux a reconnu sa responsabilité. Selon Carlos Tapia, ancien membre de la Commission Vérité et Réconciliation, Abimael avait directement donné l'ordre :
C'est pourquoi Abimael Guzmán a ordonné la pendaison de ces chiens. C'était comme un message qu'il voulait donner pour que le monde sache qu'il y avait au Pérou un groupe de communistes, de maoïstes et surtout de partisans de la Révolution culturelle qui détestaient « le chien de Teng Siao Ping ».
De plus, la date choisie, le 26 décembre, était aussi la date de naissance de Mao Zedong. La mise à mort de chiens dans le cadre du conflit armé interne est le plus grand massacre de chiens qui ait eu lieu au Pérou.